# Simulium xanthinum
Simulium xanthinum es una especie de insecto del género Simulium, familia Simuliidae, orden Diptera.

## Taxonomía
Fue descrita científicamente por Edwards, 1933. Fue publicada en On three European species of Simulium. Ann. nat. Mus. 46: 255-256.